# Savojske Predalpe
Savojske Predalpe (francosko Préalpes de Savoie) so gorska veriga v Zahodnih Alpah. Raztezajo se od švicarskega Valaisa preko dveh departmajev Savoie in Haute-Savoie do departmaja Isère. Na vzhodu mejijo na Savojske Alpe, na jugu na Dofinejske Alpe, na jugozahodu na Dofinejske Predalpe (Vercors).
V skladu z mednarodno pogodbo (SOIUSA) so Savojske Predalpe razdeljene na šest gorskih verig:
- Aiguilles-Rouges verigo (Aiguilles Rouges)
- Giffre (Buet-Ruan-Dents du Midi, Fis Platé-Colonney; Dents Blanches-Avoudrues-Nant Golon)
- Chablais (Bise-Oche; Haufforts-Grange, Roc d'Enfer-Brasses)
- Borne (Aravis; Bargy-Lachat-Tournette)
- Bauges (Arcalod-Trélod-Semnoz, Grand Colombier-Margerie Revard)
- Chartreuse (Mont Granier-Dent de Crolles-Grand Som; Chamechaude-Charmant Som).

V drugih virih manjka veriga Aiguilles-Rouges.
Savojske Predalpe so del apnenčastega območja, ki se nadaljuje kot Francoske apneniške Alpe na jugozahod v Dofinejske Predalpe in Provansalske Predalpe in na severovzhod v Švicarske Predalpe in v Severne apneniške Alpe Vzhodnih Alp. Za to območje so značilne doline (npr. Isère) precej strmo ločene od osrednjega kristalinskega masiva (Mercantour, Pelvoux, Belledonne, Grandes Rousses, Mont Blanc, Aar in Gotthardmassiv) ločeno

## Vrhovi
| Ime                          | višina (m) |
| ---------------------------- | ---------- |
| Haute Cime des Dents du Midi | 3257       |
| Tour Sallière                | 3220       |
| Mont Ruan                    | 3057       |
| Aiguille du Belvédère        | 2965       |
| Pointe Percée                | 2750       |
| Le Brévent                   | 2525       |
| Hauts-Forts                  | 2466       |
| Mont de Grange               | 2432       |
| La Tournette                 | 2351       |
| Arcalod                      | 2217       |

## Karte
- French official cartography (Institut Géographique National - IGN); on-line version: www.geoportail.fr
- Swiss official cartography (Swiss Federal Office of Topography - Swisstopo); on-line version: map.geo.admin.ch